# Pommes de terre ridées des Canaries

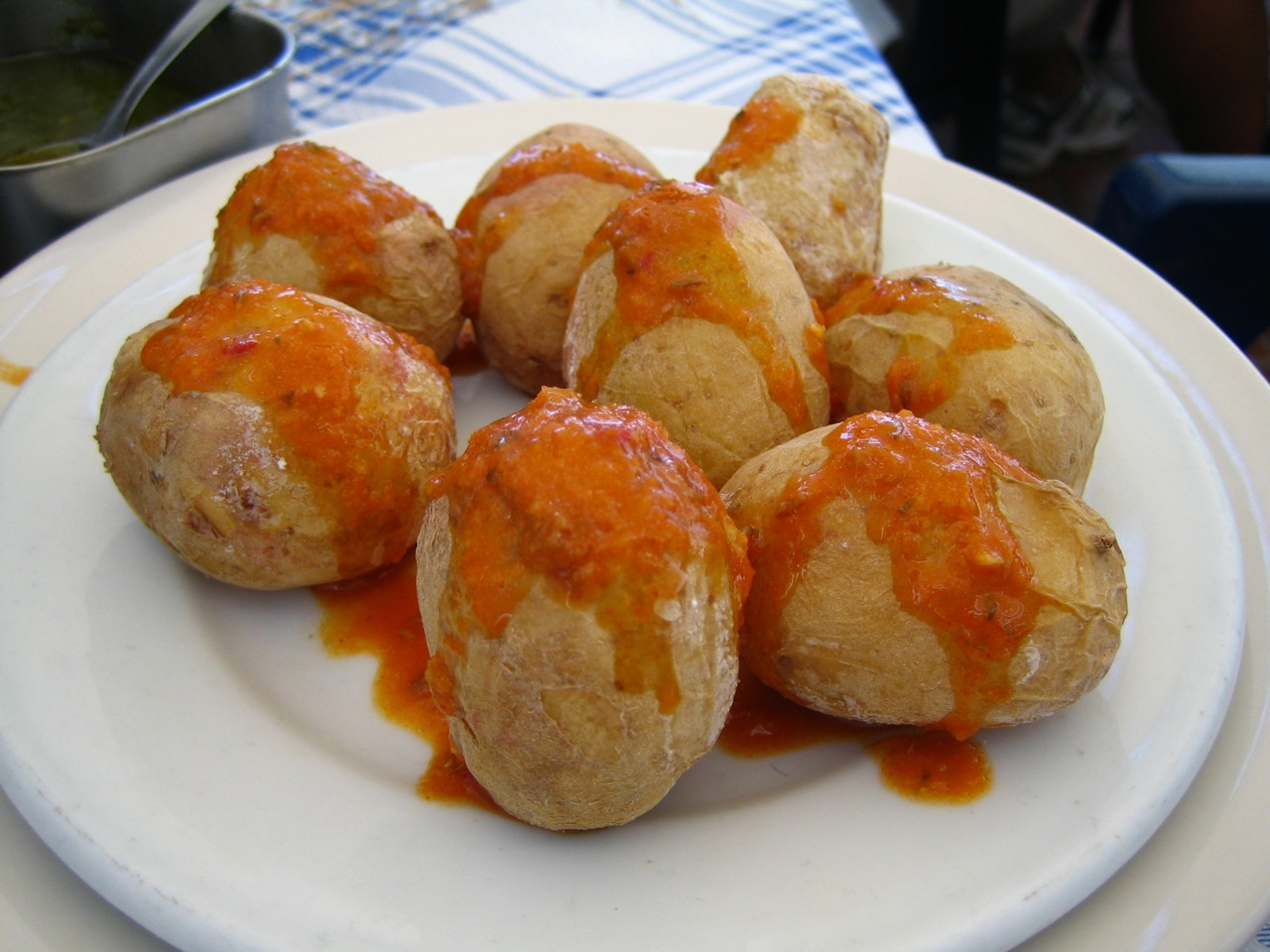
Papas arrugadas.

Les pommes de terre ridées des Canaries (espagnol : papas arrugadas) est un mets traditionnel des îles Canaries (Espagne) à base de pommes de terre. Elles peuvent également être servies comme tapas avec une sauce au piment appelée mojo, ou bien en garniture de plats de viande ou de poisson.
La plat se prépare avec des pommes de terre nouvelles qui sont nettoyées (et non épluchées), puis bouillies dans l'eau (à l'origine dans l'eau de mer, mais il est plus courant d'ajouter du sel dans l'eau en cours de cuisson) et ensuite cuites dans leur peau jusqu'à ce qu'elles se flétrissent. Dans certaines variantes, après la cuisson dans l'eau salée, une grande partie de celle-ci est éliminée, puis le reste est cuit jusqu'à ce que les pommes de terre se dessèchent.
Les pommes de terre utilisées sont généralement de la variété locale « papa bonita », et peuvent se consommer avec la peau ; elles doivent être aussi petites que possible, sinon, elles perdraient leur saveur et n'absorberaient pas toute la sauce.